# 科学怪人 (1910年电影)
《科学怪人》（英語：Frankenstein）是1910年的一部美国默片，由J. Searle Dawley担任导演。本片是首部改编自玛丽·雪莱的同名小说《科学怪人》的电影。电影中名字没上字幕的龙套演员包括奥古斯都·菲利普斯饰演的弗兰肯斯坦博士，查尔斯·Ogle饰演的弗兰肯斯坦的怪物。

## 版权状态
本电影于1924年前发行，目前在美国已经处于公共领域。

## 拓展阅读
- Edison's Frankenstein, by Frederick C. Wiebel, Jr. BearManor Media, 2010. ISBN 1-59393-515-3.